# Glypta undulata
Glypta undulata är en stekelart som beskrevs av Dasch 1988. Glypta undulata ingår i släktet Glypta och familjen brokparasitsteklar. Inga underarter finns listade i Catalogue of Life.